# Винтер, Франц Андреевич
Франц Андреевич Винтер, Винтер 1-й (19 августа 1866 — 1 мая 1917, Севастополь, Таврическая губерния) — русский морской офицер, контр-адмирал (1916). Участник русско-японской войны, Первой мировой войны.

## Биография
Родился 19 августа 1866 года. Подпоручик корпуса флотских штурманов (1886). Переведён во флот лейтенантом со старшинством 14 мая 1896 года. Участник русско-японской войны. Старший офицер канонерской лодки «Гиляк», капитан-лейтенант (с 28.03.1904 капитан 2-го ранга). Капитан 2-го ранга. Командир эскадренного миноносца «Капитан Сакен» (1908—1909). Произведен в капитаны 1-го ранга 6 декабря 1910 года. Командир учебного судна «Рион» (05.08.1913). Участник Первой мировой войны. Командир броненосца «Иоанн Златоуст» (29.09.1914 — 11.04.1916). Участник боя у мыса Сарыч 5 ноября 1914 года с линейным крейсером «Гебен». Командир Учебного отряда Черноморского флота (6.12.1916). Контр-адмирал «за отличие» (старшинство в чине с 23.12.1913). Зачислен в резерв чинов ЧФ (17.04.1917). Умер 1 мая 1917 года и похоронен в Севастополе.

## Семья
- Сын — Винтер, Евгений Францевич (1890—1924) — офицер российского и советского ВМФ, педагог, теоретик морского артиллерийского дела. Начальник Курсов командного состава флота в 1922—1924 годах[2].
- Сын — Винтер, Борис Францевич (1892-1959) — офицер российского и советского ВМФ, капитан 1-го ранга, начальник кафедры СККС ВМС РККА (1929–1939)[3].